# Eleni Vasileiou
Eleni Vasileiou (29 de julho de 1974) é uma ex-basquetebolista profissional grega.

## Carreira
Eleni Vasileiou integrou a Seleção Grega de Basquetebol Feminino, em Atenas 2004, que terminou na sétima posição.